# Амоній
Амо́ній, аза́ній — однозарядний катіон NH+
4. Іон має правильну тетраедричну будову і радіус 0,0136 нм.
Катіон амонію утворюється при протонуванні аміаку — пропусканням його крізь розчини кислот або воду:
Між іоном H+ та молекулою NH3 виникає донорно-акцепторний зв'язок, який базується на наявності в молекулі аміаку неподіленої пари електронів, а в іоні H+ — вільної орбіталі.
Іон утворює ряд солей амонію. Солі амонію - це іонні сполуки, що містять у своєму схладі іон амонію NH4+ та залишок кислоти, утворені шляхом взаємодії амоніаку з кислотою.Вони є добрими пом'якшувачами волокон.

## Утворення йону
Йон амонію утворюється при взаємодії кислот і амоніаком.
{\displaystyle {\ce {H+(aq) +NH3(aq)=NH4+(aq)}}}

## Характерні хімічні реакції за участю йону
Вступає у реакцію із концентрованими розчинами лугів, під час реакції утворюється амоніак:
{\displaystyle {\ce {NH4+NaOH(aq) +OH- =NH3+(aq) + H2O}}}
Аміак забарвлює лакмусовий папір у синій колір, це можна вирокистовувати як якісну реакцію визначення наявності йону амонію у сполуках.

## Біологічне значення для рослин
Щоб впоратися з дефіцитом Нітрогену, рослини мають и стратегії поглинання та використання азоту із зовнішнього середовища. Нітрати (NO 3 - ) і амоній (NH 4 + ) є основними джерелами азоту, що споживаються рослинами.
Нітрати, які були поглинені корінням рослин з ґрунту, спочатку відновлюється до нітритів за допомогою реакції каталізації ферментом нітратредуктазою, після чого фермент  відновлює нітрит - іон  до іона амонію.

Азотний цикл.

## Використання йона
Іони амонію виявились придатною альтернативою неметалевим носіям заряду в батареях і суперконденсаторах.
Йони амонію мають ряд переваг, а саме - природну безпеку, поширеність, низьку молярну масу, його здатність утворювати водневі зв’язки з основними матеріалами може підвищити електрохімічну ємність і  стабільність накопичувачів енергії.